# Hålsjön (Aspeboda socken, Dalarna)
Hålsjön är en sjö i Falu kommun i Dalarna och ingår i Dalälvens huvudavrinningsområde. Sjön har en area på 0,648 kvadratkilometer och ligger 147 meter över havet.

## Delavrinningsområde
Hålsjön ingår i det delavrinningsområde (672352-148023) som SMHI kallar för Utloppet av Hålsjön. Medelhöjden är 204 meter över havet och ytan är 10,2 kvadratkilometer. Det finns ett avrinningsområde uppströms, och räknas det in blir den ackumulerade arean 14,11 kvadratkilometer. Vattendraget som avvattnar avrinningsområdet har biflödesordning 4, vilket innebär att vattnet flödar genom totalt 4 vattendrag innan det når havet efter 224 kilometer. Avrinningsområdet består mestadels av skog (84 procent). Avrinningsområdet har 0,63 kvadratkilometer vattenytor vilket ger det en sjöprocent på 6,2 procent.